# Salvador Jalife García
Salvador Jalife García ha incursionado en actividades dentro del campo empresarial, político y de las organizaciones no gubernamentales de la región Lagunera, en México.
Médico de Profesión, con una Maestría en Ciencias, apoya desde hace años proyectos y asociaciones de asistencia en la región, ya sea a través de su activismo en patronatos o de manera personal.
En 1996, como resultado de su dirigencia al frente de la delegación local de Canacintra, asumió temporalmente la Presidencia Municipal de Torreón en sustitución de Mariano López Mercado, quien renunció en enero de ese mismo año.
Al concluir su mandato, fue relevado en el cargo por Jorge Zermeño Infante (PAN). Con este hecho inició un periodo dominado por el Partido Acción Nacional que ha resultado triunfador en tres de las 4 últimas elecciones.

## Cargos Públicos y Puestos Honorarios
Su vida pública ha transitado por un amplio abanico de cargos y puestos honorarios.
- Presidente Canacintra Torreón (1994-1995)

- Alcalde Interino de Torreón (1996 - 1996)

- Fundador de la Federación Nacional de Salud en el Trabajo, A.C. y Presidente en el periodo 1982-1989

- Fundador de la Sociedad de Medicina del Trabajo de La Laguna, A.C.

- Salvador Jalife, Presidente de Fomento Económico Laguna de Coahuila (2006-2007)

- Salvador Jalife García, Director de la mesa directiva del patronato del Teatro Isauro Martínez (2006-2007)

| Predecesor: Mariano López Mercado | Presidente Municipal Interino de Torreón, Coahuila 1996 | Sucesor: Jorge Zermeño Infante |

- Datos: Q5678624